# Jorden van Foreest
Jorden van Foreest (ur. 30 kwietnia 1999 w Utrechcie) – holenderski szachista, arcymistrz od 2016 roku.

## Życiorys
Urodził się 30 kwietnia 1999 roku w Utrechcie. Prapradziadek Jordena Arnold oraz jego brat Dirk byli trzykrotnymi mistrzami Holandii w szachach. Jorden ma także młodszego brata, Lucasa, który został mistrzem Holandii w 2019 roku.
W 2013 roku został mistrzem Europy juniorów do lat 14, a rok później został mistrzem międzynarodowym. W 2016 roku został arcymistrzem i wygrał w mistrzostwach Holandii. Pięć lat później zwyciężył w turnieju Tata Steel. W maju 2022 roku osiągnął najwyższy ranking szachowy, który wyniósł 2715 punktów.